# Antiappennino campano
L'Antiappennino campano è un gruppo montuoso della Campania comprendente diversi rilievi periferici dell'Appennino meridionale nonché alcuni vulcani, emergenti dalla pianura Campana e non lontani dal mar Tirreno.

## Massicci principali
I massicci principali che compongono l'Antiappennino campano sono:
- Roccamonfina (vulcano)
- Monte Massico
- Monti Trebulani
- Monti Tifatini
- Campi Flegrei (vulcano)
- Vesuvio (vulcano)
- Monti Lattari

## Montagne principali
- Monte Sant'Angelo a Tre Pizzi - 1.444 m
- Vesuvio - 1.281 m